# Заброддя (Борисовський район)
Заброддя (біл. вёска Забродзьдзе) — село в складі Борисовського району Мінської області, Білорусь. Село підпорядковане Велятичівській сільській раді, розташоване в північно-східній частині області.